# Sorbus bohemica
Sorbus bohemica är en rosväxtart som beskrevs av Miloslav Kovanda. Sorbus bohemica ingår i släktet oxlar, och familjen rosväxter. Inga underarter finns listade i Catalogue of Life.